# Osericta dives
Osericta dives là một loài nhện trong họ Salticidae.
Loài này thuộc chi Osericta. Osericta dives được Eugène Simon miêu tả năm 1901.